# Backlopp (cykel)
Ett backlopp är en form av cykeltävling som går ut på att vara snabbast uppför en backe. Tävlingar i backlopp, både med masstart och som tempolopp ("bergstempo"), har körts sedan 1800-talet - i Schweiz hölls det första nationsmästerskapet 1892. Det finns även officiella nationsmästerskap i Storbritannien sedan 1944. I USA hålls sedan 1962 Mount Evans Hill Climb och sedan 1973 Mount Washington Auto Road Bicycle Hillclimb.
Den 30 juni 2023 hölls det första officiella europamästerskapet i Europeiska cykelunionens regi. Detta lopp var 12 780 meter långt och gick från Airolo (1168 m.ö.h) till det 2091 meter höga Sankt Gotthardpasset (medelstigning 7%, maximalt 10%) i Schweiz och kördes som ett individuellt tempolopp. De första europarmästarna i elitklasserna blev Felix Grosschartner (herrar) och Illi Gardner (damer).